# Pierre Révoil
Pour les articles homonymes, voir Révoil.

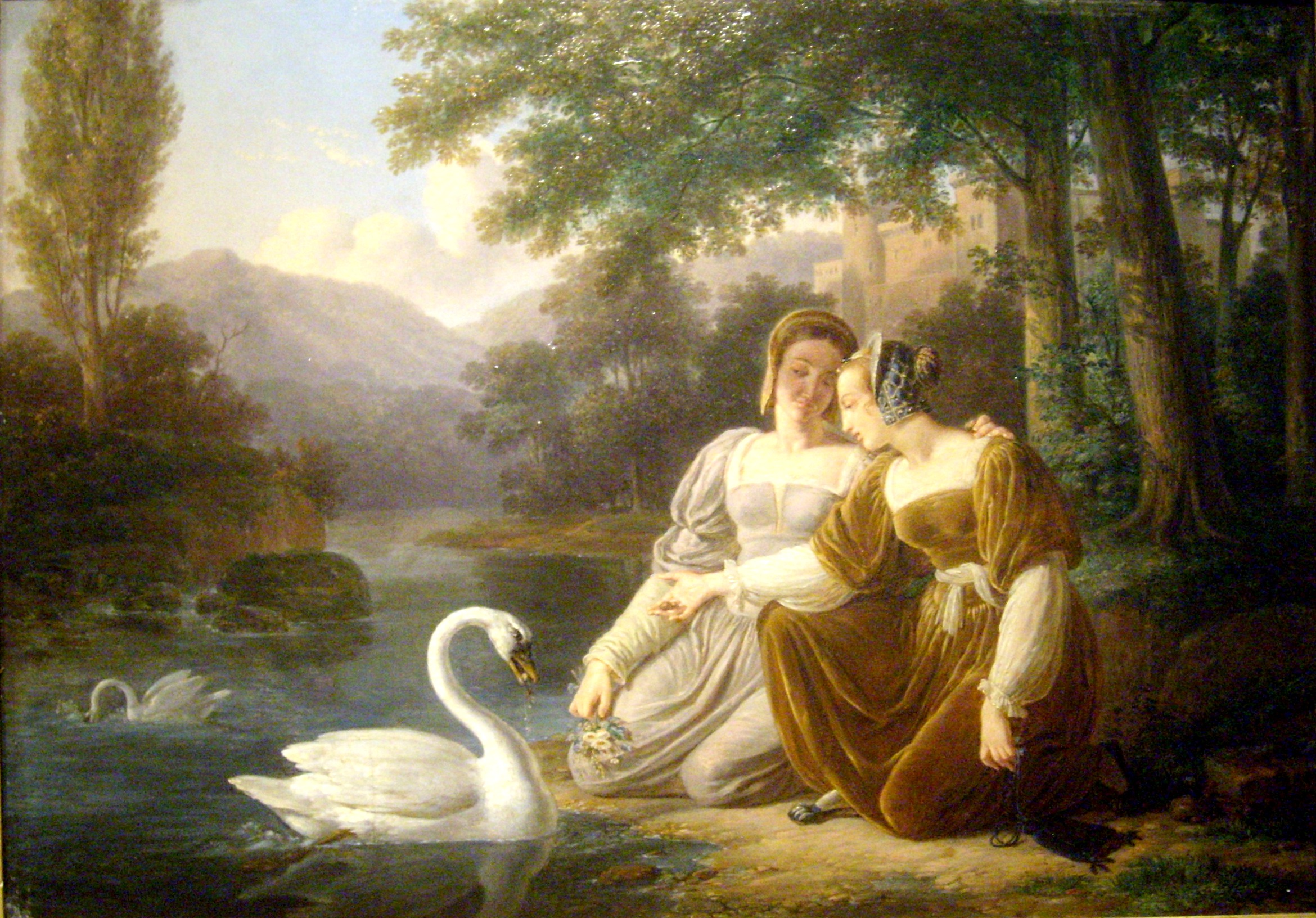
Deux châtelaines, Cherbourg-Octeville, musée Thomas-Henry.

Pierre Henri Révoil, né à Lyon le 12 juin 1776 et mort à Paris le 19 mars 1842, est un peintre français.

## Biographie

### Famille
Né dans la paroisse Saint-Nizier, Pierre Révoil est le fils d’Antoine Révoil, pelletier, et de Marguerite Poncet. La femme de lettres Louise Colet, née Révoil, épouse d'Hippolyte-Raymond Colet, est sa belle-sœur. En 1816, il épouse Joséphine-Henriette Révoil (1797-1869). Le couple a deux enfants : Henri Antoine Révoil, célèbre architecte qui travaille à la restauration de nombreux monuments prestigieux dans le sud de la France et Bénédict-Henry Révoil, romancier et voyageur.

### Formation
Peu aisée, sa famille lui permet de suivre une éducation convenable. Il commence ses études de dessin à l’école centrale de Lyon, dirigée par Donat Nonnotte et Alexis Grognard.
En 1793, la misère où tombe sa famille oblige son père à le placer chez un fabricant de papiers peints de Lyon, qui l’emploie à faire des emblèmes patriotiques, en faveur à l'époque, et notamment de nombreuses images de la Liberté. Puis il parvient à entrer à l’atelier de Jacques-Louis David et il y poursuit son éducation à partir de 1795.

### Le peintre
D'abord fasciné par la peinture des vases grecs, il obtient une certaine notoriété avec ses scènes patriotiques et révolutionnaires. Son tableau de Bonaparte relevant la ville de Lyon de ses ruines (1804) lui attire l’attention du gouvernement impérial.
Il peint de grandes peintures religieuses (Honneur au Sacré Cœur de Jésus, 1807) mais rapidement, le Moyen Âge devient le sujet de la plupart de ses tableaux. S'éloignant de la peinture d'histoire, il s'oriente vers des sujets historiques populaires au caractère anecdotique et à la technique minutieuse avec des œuvres comme L'Anneau de l'empereur Charles Quint (1810), Le Tournoi (1812), Henri IV et ses enfants (1813).
Avec celles de son ami et collègue lyonnais Fleury François Richard, ses œuvres relèvent du style troubadour, en vogue au début de l'Empire.

### Le professeur et le collectionneur

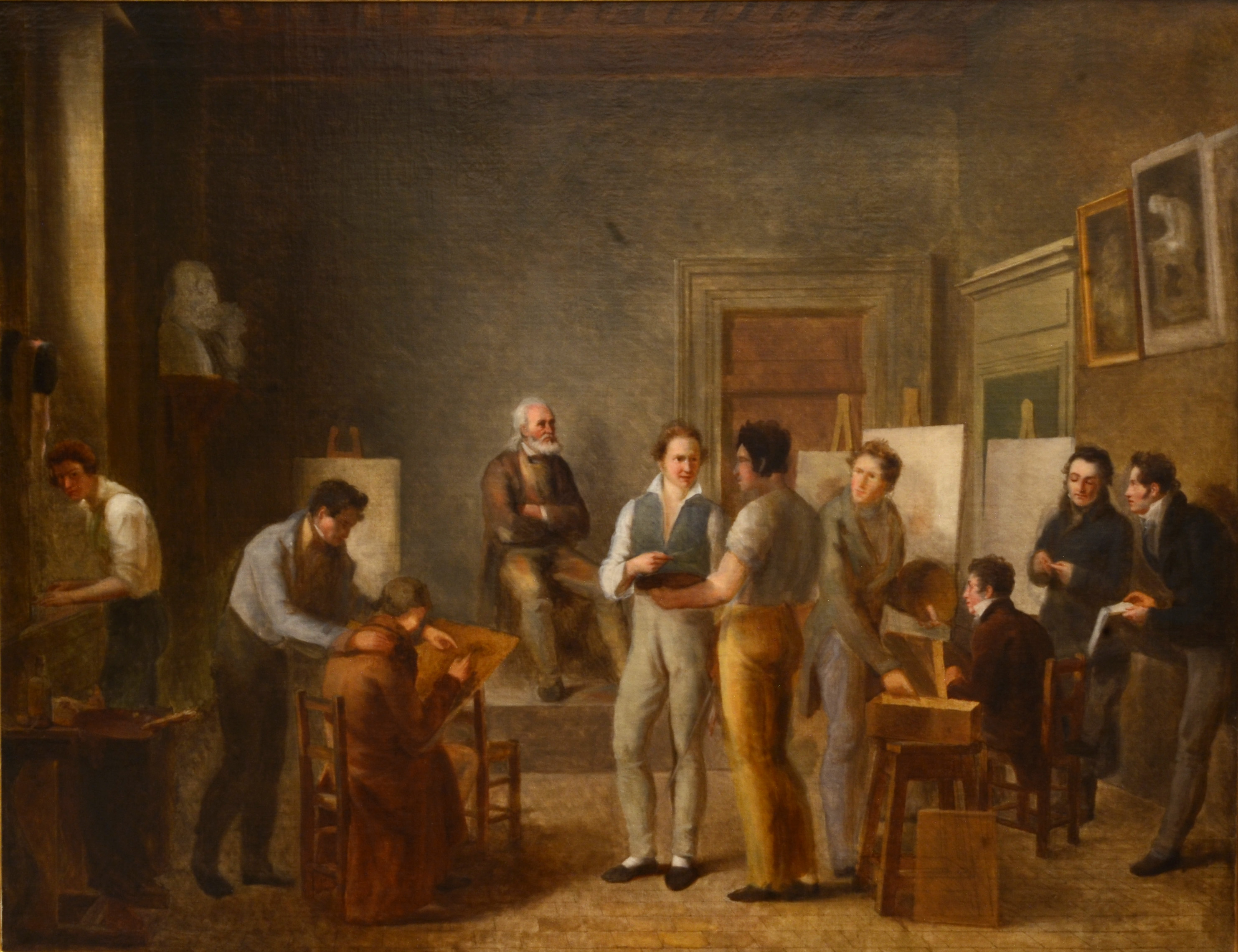
Jean-Marie Jacomin, La Classe de peinture à l’école de dessin de Lyon (vers 1817), musée des beaux-arts de Lyon.

Pierre Révoil est nommé professeur à l'École des beaux-arts au palais Saint-Pierre à Lyon en 1807.
Fervent collectionneur, il constitue, dès avant 1811, une collection d’objets précieux de cette époque : cuirasses, armures, bahuts, vases, tentures, tableaux, manuscrits. Chaque pièce de ce musée personnel est l’objet d’un enseignement pour ses élèves auxquels il en explique l’origine, l’emploi, la valeur artistique et leur en fait reproduire quelques-uns par le pinceau.
La collection de Révoil est déjà célèbre en 1811. Millin qui, de passage à Lyon, va la visiter, en a laissé une description fort complète dans le Magasin encyclopédique. Précurseur de toute une classe de grands amateurs modernes, Révoil est le premier à avoir formé un cabinet exclusivement composé d’objets mobiliers du Moyen Âge et de la Renaissance, que Louis Courajod a décrit en détail dans La Collection Révoil du Musée du Louvre. En 1814, le comte d’Artois, qui a visité sa collection lors de son passage à Lyon, s’en souvient sans doute lorsqu’il en ordonne l’acquisition en 1828.
Nommé peintre de Madame la Dauphine, Pierre Révoil est accueilli avec empressement par la bonne société lyonnaise et se fait remarquer par la distinction de ses manières. Il a, en outre, des talents de société. Il chante dans les soirées de petites romances de sa façon, que ses compatriotes trouvent admirables. Sa ballade intitulée La mort du sire de Damas a beaucoup de succès à Lyon. Révoil est nommé chevalier de la Légion d'honneur en 1814.

### Départ pour la Provence
À la chute de l’Empire, Révoil se rallie au régime de la Restauration. En 1816, il se marie à Aix-en-Provence avec la fille aînée de son cousin, née en 1798, et quitte Lyon en 1818 pour la Provence. Il est membre et président de l'Académie d'Aix. Revenu dans sa ville natale en 1823, il reprend la direction de l’école jusqu’en 1830. Il vient à peine de céder sa collection à l’État quand la Révolution de Juillet éclate. Cet événement brise la carrière de Révoil qui, reparti avec toute sa famille pour la Provence, ne devait revoir ni ses élèves, ni son école.
Quelques années plus tard, sans fortune ni ressources, abandonné de tous, Révoil s'installe dans un grenier de la rue de Seine à Paris, où il meurt le 19 mars 1842.

### Sociétés Savantes
En 1809, il est élu membre à l'académie des Sciences, Belles-Lettres et Arts de Lyon.

## Œuvres dans les collections publiques
En Espagne

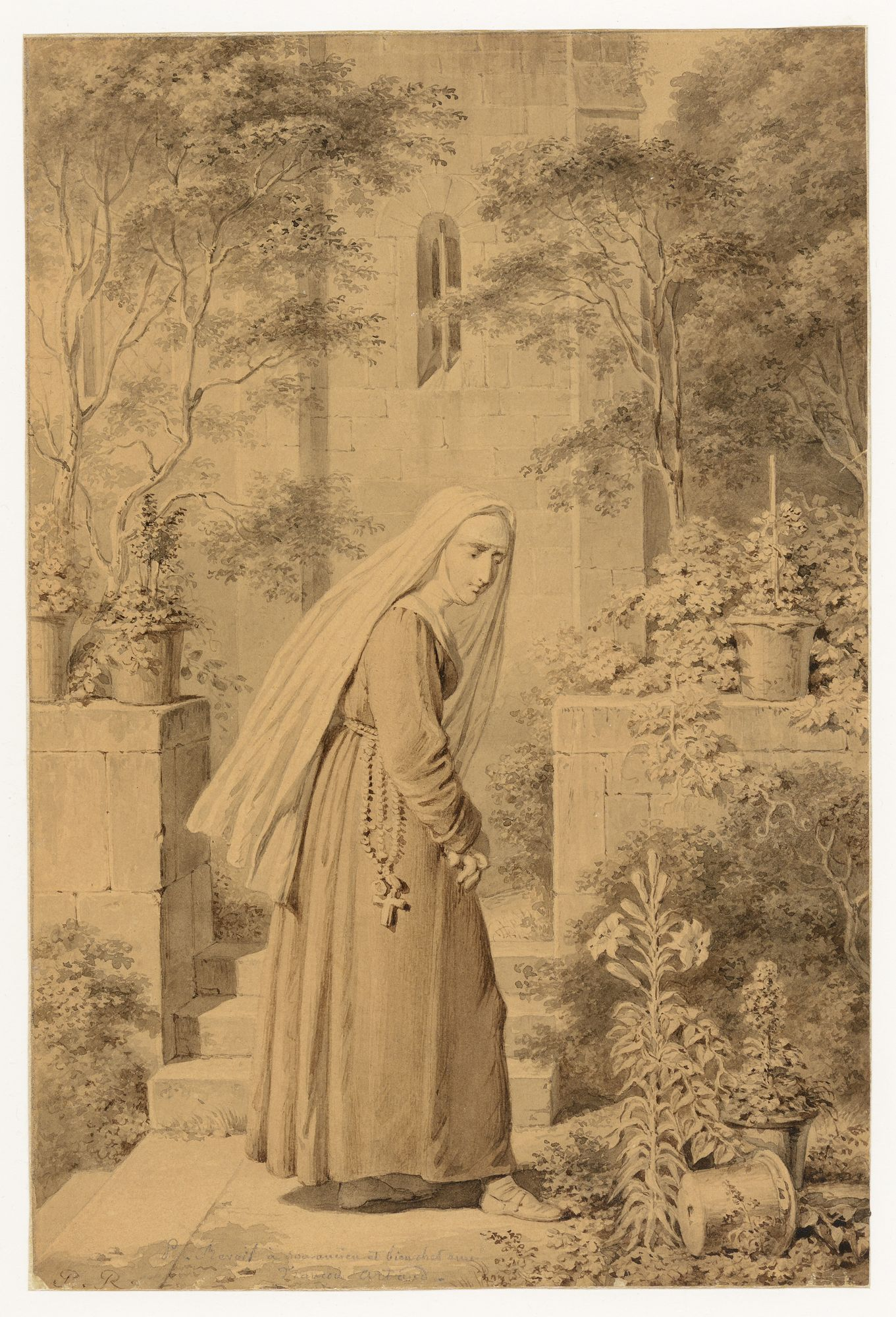
Mademoiselle de La Vallière aux Carmélites, musée des beaux-arts de Lyon.

- Madrid, ambassade de France : L'Anneau de l'empereur Charles Quint, 1810, huile sur toile

En France
- Aix-en-Provence, musée Granet : 
  - François 1er armant chevalier son petit-fils François II, 1824, huile sur toile
  - Louis XI recevant l'acte de donation de la Provence à la France des mains de Palamède de Forbin, 1840, huile sur toile
- Avignon, musée Calvet : Charles Quint à  l’abbaye de Saint-Just, 1836, huile sur toile, 81 x 66 cm[6]
- Bourg-en-Bresse musée municipal : L'Atelier du peintre, ou Chez le peintre, avant 1830, huile sur toile
- Cherbourg-Octeville, musée Thomas-Henry : Deux Châtelaines, huile sur toile
- Musée des beaux-arts de Dijon : Saint Louis se confessant à l'abbé de Montmajour, ou Saint Bernard et Louis VII d'Aquitaine, huile sur toile
- Château de Fontainebleau :
  - Jeanne d'Albret enceinte d'Henri IV, 1819, huile sur toile
  - Le Roi de Navarre et la mère d'Henri IV, Antoine de Bourbon donnant ses joyaux à Jeanne d'Albret, 1819, huile sur toile
- Gray (Haute-Saône), musée Baron-Martin : Portrait de femme, huile sur bois, 21 x 17 cm
- Musée de Grenoble : L'Enfance de Giotto, 1841, huile sur toile
- Musée des beaux-arts de Lyon :
  - Le Tournoi, 1812, huile sur toile
- Paris, musée du Louvre, (salon de 1817) : La Convalescence de Bayard, huile sur toile, 135 × 148 cm[7]
- Musée des beaux-arts de Rouen : Jeanne d'Arc prisonnière à Rouen, vers 1819, huile sur toile
- Château de Versailles :
  - Tancrède prend possession de Bethléem (6 juin 1099), 1839, huile sur toile
  - Pharamon élevé sur le pavois par les Francs (420), 1841-1845, huile sur toile, commencé par Révoil et terminé par Genod en 1845
  - Philippe-Auguste le 24 juin 1190 prend l'oriflamme à Saint-Denis avant de partir pour la 3e Croisade, huile sur toile

Arts graphiques
- Portrait présumé du père de l'artiste, 1807, pierre noire, Paris, musée du Louvre
- Portrait de la mère de l'artiste, vers 1807, pierre noir, rehauts de blanc, Paris, musée du Louvre
- Musée des beaux-arts d'Angers : Lecture en famille , entre 1830 et 1838, dessin
- Mademoiselle de La Vallière aux Carmélites, plume, encre et lavis d’encre brune, sur papier, 19 × 13 cm, Musée des beaux-arts de Lyon
- Jeune Page en costume Renaissance, aquarelle, Lyon, Musées Gadagne
- Frise de l'Arc de Triomphe de St Clair, dessin, 21,8 x 57 cm, Lyon, Musées Gadagne
- Scène de pêche du temps de François Ier, crayon noir, plume encre brune, aquarelle, recto d'après des tapisseries flamandes du XVIe siècle représentant les Saisons, Paris, musée du Louvre
- Vendangeurs en costumes du XVIe siècle, aquarelle, mine de plomb, Paris, musée du Louvre
- Portrait de Marceline Desbordes-Valmore, dessin, Paris, musée du Louvre
- Personnage en costumes du XVIe siècle, aquarelle, mine de plomb, Paris, musée du Louvre
- Patineurs en costumes XVIe siècle, mine de plomb, aquarelle, plusieurs dessins, Paris, musée du Louvre
- Bonaparte relevant la ville de Lyon, dessin mis au carreau, pierre noire, estompe, craie blanche sanguine, mine de plomb, étude pour le tableau du même titre, Paris, musée du Louvre
- Henri IV entre les bras de son père, lithographie, Musée national du château de Pau
- Philippe-Auguste prend l'oriflamme à Saint-Denis, estampe gravée par Aristide Cholet, Sainte-Menehould, musée d'art et d'histoire

## Chansons
- La mort du sire de Damas[réf. nécessaire]

## Salon
- 1810 : L'Anneau de l'empereur Charles Quint
- 1817 : La Convalescence de Bayard (obtient un prix de 3 000 francs), Henri IV et ses enfants
- 1819 : Le Roi de Navarre et la mère d'Henri IV, Antoine de Bourbon donnant ses joyaux à Jeanne d'Albret
- 1840 : Tancréde prend possession de Béthléem le 6 juin 1099

## Expositions
- « Le Temps de la peinture : Lyon 1800-1914 », du 20 avril au 30 juillet 2007, musée des beaux-arts de Lyon
- « Sélection de dessins du XVIIIe au XXe siècle », du 25 avril au 21 juillet 2012, galerie Michel Descours à Lyon
- « L'invention du passé. Histoires de cœur et d'épée en Europe, 1802-1850 », du 19 avril au 21 juillet 2014, musée des beaux-arts de Lyon

## Élèves
- Claude Bonnefond
- Flavien-Emmanuel Chabanne
- Hippolyte Flandrin
- Michel-Philibert Genod
- Jean-Marie Jacomin
- Alphonse Lavaudan
- Victor Orsel
- André Reverchon (1808-1889)
- Jean-Claude Reverchon
- Augustin Alexandre Thierriat[8] ou de 1808 à 1816[9]
- Anthelme Trimolet

## Iconographie
- Jean-Michel Grobon, Portrait de jeune homme, Pierre Revoil jeune (1797), musée des beaux-arts de Lyon
- C. D. Cesarine, Pierre Révoil, 1810,  gravé à l'eau-forte par Jean-Baptiste Chometon, musée de Bourg-en-Bresse
- Jean-Marie Jacomin, La Classe de peinture à l’école de dessin de Lyon (vers 1817), musée des beaux-arts de Lyon
- François-Felix Roubaud, Pierre Revoil (1873), musée des beaux-arts de Lyon [11]

## Distinction
Chevalier de la Légion d'honneur